# El bany del cavall vermell
El bany del cavall vermell (Купание красного коня en rus) és una pintura a l'oli realitzada pel pintor rus Kuzmà Petrov-Vodkin l'any 1912. Es tracta d'una de les obres més icòniques de l'autor i forma part de la col·lecció permanent de la Galeria Tretiakov.
Aquest quadre va esdevenir pels contemporanis un símbol dels canvis socials que vindrien i transmet l'esperit de l'època. Petrov-Vodkin va escriure, més tard: En tenia tres versions. En el procés d'elaboració, vaig anar presentant cada cop més demandes des de l'òptica purament pictòrica que igualarien la forma i el contingut, les coses que li donarien a la obra importància social.
El pintor rus va aconseguir combinar les tradicions de les icones russes, els primers frescos italians i les tradicions neo-clàssiques. Els freds colors de l'aigua, així com els contorns arrodonodits de la costa propulsen literalment el fantàstic cavall, fogós, endavant.
El crític d'art D.V. Sarabianov en analitzar el quadre va escriure: El símbol és... molt ampli. Té quelcom de les eugues de les estepes de Blok
en la imatge de les quals s'ha format... el passat de Rússia, el seu difícil present i aquella infinita, imperible cosa que per sempre romandrà.